# Jequitinhonha (corveta)
A Corveta Jequitinhonha foi um navio de guerra que serviu a Armada Brasileira durante a Guerra do Paraguai. Foi um dos navios que participou da Batalha Naval do Riachuelo.

## História
A Corveta a Vapor Jequitinhonha foi construída na Inglaterra na década de 1850, aos estaleiros de Mr. Green, em Black Wall. Partiu da Inglaterra em 17 de agosto de 1854, estando sob o comando do capitão tenente Joaquim Raimundo de Lamare, futuro almirante e Ministro da Marinha do Brasil, chegando em Recife em 25 de Setembro, tendo feito escalas em Lisboa e São Vicente. Vicente. Por Aviso de 17 de abril de1855, foi-lhe dada a lotação de 110 praças em tempo de paz e 130 em tempo de guerra. Recebeu este nome Jequitinhonha em homenagem aos rios de mesmo nome localizados nos estados de Minas Gerais e Bahia. No ano de 1864 foi integrada a divisão do Capitão-de-Mar-e-Guerra Francisco Pereira Pinto (futuro Barão de Ivinheima), estando sob o comando do Primeiro-Tenente Joaquim   José   Pinto, com a missão de caçar alguns navios uruguaios. A 7  de setembro, perseguiu, perto de Paissandu, o Vapor uruguaio Villa del Salto   e também o Artigas.

### Guerra do Paraguai
A missão aliada era de bloquear os portos paraguaios para que não recebessem provisões de fora e no dia 5 de abril de 1865 a Corveta Jequitinhonha foi integrada a Divisão Naval comandada pelo Capitão-de-Mar-e-Guerra José Segundino de Gomensoro com esta missão. Agora sob o comando do Capitão-Tenente Joaquim José Pinto a corveta partiu para Buenos Aires, no dia 30 de abril, como navio capitânia da 3ª Divisão do Chefe Gomensoro, integrando uma divisão formada pela Fragata Amazonas (capitânia), pelas Corvetas Beberibe, Belmonte e Parnahyba e pelas Canhoneiras Araguary, Mearim, Ipiranga e Iguatemy comandada pelo Almirante Barroso com o intuito de bloquear o inimigo no rio Paraná definitivamente.
No dia 11 de junho aconteceu a Batalha Naval do Riachuelo, contando a Jequitinhonha com 109 praças da Marinha em sua tripulação e transportando mais 160 praças do 1º Batalhão de Infantaria do Exército, esses sob o comando do Major Francisco Maria dos Guimarães Peixoto. Integravam sua oficialidade os seguintes militares: Armada: Primeiros-Tenentes Francisco José de Freitas, Lucio Joaquim de Oliveira, PedroAntônio de Montes   Bastos; Segundo-Tenente Manoel Nogueira de Lacerda; Guardas-Marinha Manoel do Nascimento Castro e Silva e Francisco José de Lima Barros; Segundo-Cirurgião Dr. Manoel Baptista Valladão; Capelão Padre A. da Immaculada Conceição; Comissário Extra José Manoel de Almeida e o Prático André Motta. Exército: Major Francisco Maria Guimarães Peixoto; Tenente Eduardo   Emiliano da Fonseca; Alferes Sebastião Raymundo Ewerton, Francisco de Paula Pereira, Helvecio Muniz Telles de Menezes e Antônio Carlos da Silva e o Cadete Francisco Goularte Pereira Botafogo.

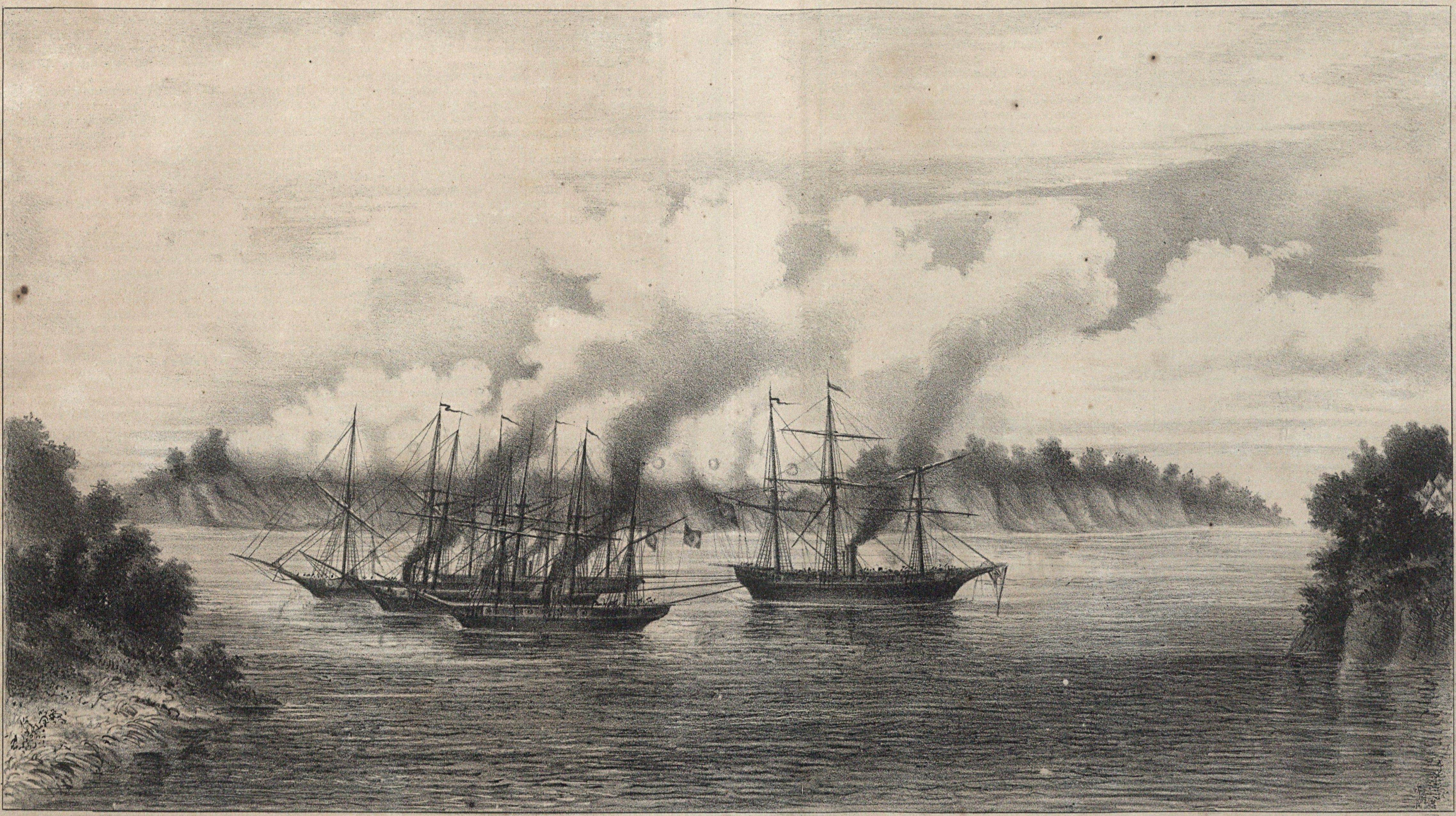
Os vapores Ypiranga, Mearim, Araguary e Iguatemy, trabalhando em desencalhar o Jequitinhonha.

Num certo momento da batalha, a Corveta Jequitinhonha encalhou próximo as baterias dos fortes paraguaios tendo que ser evacuado pela tripulação, entretanto pôde abrir fogo contra o vapor inimigo Paraguari, causando-lhe grandes danos que o puseram fora de combate, quase indo a pique, e ainda repeliu a abordagem dos vapores paraguaios Taquari, Salto e Marquês de Olinda.
No dia 13 junho os marinheiros a incendiaram, após determinação do Almirante Barroso, visto que não era possível sair do encalhe.
As vitimas, segundo a parte oficial do Capitão-Tenente Joaquim José Pinto ao Chefe da Divisão, Almirante Francisco Manuel Barroso da Silva, morreram ao seu bordo: o Guarda-Marinha Francisco José de Lima Barros; o Prático André Motta; os Imperiais-Marinheiros de Primeira-Classe Francisco Lopes e Benedicto José dos Santos; o Imperial-Marinheiro de Terceira-Classe Francisco José d’Oliveira; os Grumetes Francisco do Nascimento, José Ribeiro dos Santos e Anjo da Guarda de Sant’Anna. Entre os feridos: o Primeiro-Tenente Francisco José de Freitas, o Segundo-Tenente Manoel Nogueira de Lacerda, o Guarda-Marinha Manoel do Nascimento de Castro e Silva, o Alferes Sebastião Raymundo Ewerton, o Cabo Imperial-Marinheiro José Joaquim da Silva; os Imperiais-Marinheiros José Mariano, Manoel Franco Ferreira, Antônio Casimiro Silvano, Felippe de Moura Robim, Manoel Hyppolito do Nascimento, Manoel Moreira da Silva, Jorge Lopes, Manoel do Bompasto de Paula, João Francisco de Paula Maia, Joaquim José de Sant’Anna e Rufino Gonçalves e o Grumete João Serafim Pereira da Silva. Segundo essa mesma parte, houve ainda mais dez mortos e quinze feridos no contingente do 1º Batalhão de Infantaria do Exército.